# The Bag Man
Pour plus de détails, voir Fiche technique et Distribution.
The Bag Man, ou Le Porteur au Québec, ou L'Instinct de tuer en France est un thriller néo-noir américain écrit et réalisé par David Grovic, sorti en 2014.
Le film est inspiré[réf. non conforme] du livre de Marie-Louise von Franz The Cat: A Tale of Feminine Redemption, publié en 1999, un an après la mort de l'auteur ; et du conte roumain Le chat.

## Synopsis
Dragna (Robert De Niro) confie une mission à son homme de main Jack (John Cusack), convoyer un sac jusqu'à la chambre 13 d'un motel miteux de Louisiane et l’attendre. Il ne recevra le paiement de cette mission qu'à la seule condition de ne pas regarder dans le sac.

## Fiche technique
- Titre original et français : The Bag Man
- Titre français alternatif : L'Instinct de tuer
- Titre québécois : Le Porteur
- Réalisation : David Grovic
- Scénario : David Grovic, Paul Conway, James Russo
- Pays d’origine :  États-Unis
- Langue originale : anglais
- Durée : 108 minutes
- Distributeur France : Metropolitan Filmexport
- Dates de sortie[4] :
  - États-Unis : 28 février 2014
  - Belgique : 30 avril 2014
  - France : 4 juin 2015 (directement en vidéo)

## Distribution
- Robert De Niro (VF : Jacques Frantz ; VQ : Jean-Marie Moncelet) : Dragna
- John Cusack (VQ : Pierre Auger) : Jack
- Rebecca DaCosta (en) (VQ : Camille Cyr-Desmarais) : Rivka
- Dominic Purcell (VQ : James Hyndman) : Larson
- Crispin Glover (VQ : François Sasseville) : Ned
- Martin Klebba : Guano
- Sticky Fingaz (VQ : Martin Desgagné) : Lizard
- David Shumbris (it) : Pike
- Chazz Menendez : un homme en costume
- Ian Mclaughlin : un homme en costume
- Theodus Crane : Goose
- Mike Mayhall : Agent Jones
- Danny Cosmo Higginbottom : l'évêque
- John Wilmot : un banquier
- J. Todd Anderson (en) : Harvey
- Celesta Hodge : Janet
- David Grovic : un avocat
- Jackson : le chien de Dragna
- Josh Robert Thompson (en) : les voix
- Nate Steinwachs : un employé de bureau (non crédité)

Source VQ : Doublage Québec[réf. non conforme]